# 劉也
劉也（英語：Liu Ye，1993年11月15日—），出生於吉林省松原市，中國大陸男歌手及舞者。前為中國男子演唱組合SWIN、R1SE成員，在隊伍中擔任主領舞、副主唱。2015年，参加安徽卫视青春励志榜样养成类真人秀《星动亚洲第一季》。2016年，参加《星动亚洲第二季》，进入星动亚洲梦之队，并加入组合SWIN，正式出道。2019年，參加騰訊視頻偶像男團競演養成類真人秀《創造營2019》；其後於節目總決賽中獲得第8名，以限定組合R1SE成員身分出道。2021年6月14日所屬团体R1SE正式結束所有團體活动並成立「刘也個人工作室」繼續發展。

## 早年經歷
劉也在北京齊魯音樂學院和吉林省歌舞團進修過，練習過多年的民族舞，同時還精通現代舞及流行舞，並具有中國舞蹈家協會流行舞教師的資格。曾隨所屬SPY Family舞隊參與央視、北京春晚等衞視活動 。2012年至2014年期間，參加過《向上吧！少年》、《快樂男聲》、《奇舞飛揚》等選秀節目 。

## 演藝經歷
2015年7月10日，參加安徽衛視青春勵志榜樣養成類真人秀《星動亞洲第一季》，在總決賽中，因表現出彩被黎明特別點讚。9月13日，參加錄製安徽衞視中秋晚會，表演歌曲《Top now》。11月，隨節目參加中央電視台節目《我要上春晚》，並成功晉級。
2016年，參加《星動亞洲第二季》，進入星動亞洲夢之隊；10月14日，隨組合SWIN-S登上Fashion rocks的舞台，完成出道之前的終極測評；18日，加入組合SWIN，正式出道，同時擔任音樂小分隊SWIN-S的主領舞擔當。11月10日起，隨組合作為固定嘉賓參加安徽衞視美食分享類節目《心動的味道》。12月23日，隨組合發行首張迷你專輯《New World》，該專輯共包含5首曲目，是近兩年時間海外集訓的成果展示。
2017年5月27日起，隨組合舉辦SWIN「NEW WORLD」巡回歌迷見面會；7月17日，隨組合發行首張數字專輯《EP1》，共收錄了《告別少年》、《發光的星體》、《和你去海邊》三支單曲。9月，隨組合參加安徽衞視實境生存紀錄節目《我們的征途》的節目錄制。10月29日起，以常駐嘉賓的身份隨組合參加《星動亞洲第三季》。
2018年1月9日，隨組合發行第二張數字專輯《EP2》。2月24日，參加優酷舞蹈節目《這！就是街舞》；3月，以固定嘉賓身份參加綜藝節目《心動的味道·廚語》的錄制；6月，隨組合參加錄制的網絡綜藝《心動宅急送第二季》在愛奇藝播出。10月14日，參與錄製網絡綜藝《星動亞洲第四季》。
2019年4月6日，以學員身分參與由騰訊視頻製作的青年團訓選秀節目《創造營2019》；其後於節目總決賽中獲得第8名，以限定組合R1SE成員身分出道。
2020年5月，隨組合R1SE以首發音樂團體的身份參與騰訊視頻音樂團體競演節目《炙熱的我們》 。6月12日，隨組合R1SE推出第三張團體專輯《曜為名》，收錄了包括《曜》《粉色閃電》在內的6首歌 。7月，隨團參與的R1SE團綜《Super R1SE·週年季》上線  。以創造營學長的身份參與《創造營2020》成團之夜，並參與騰訊視頻明星競技體育賽事第三屆《超新星運動會》。10月31日，隨團參加《浙江衞視超級秀》 。
2021年2月10日，在東方衞視新春潮樂會上隨組合表演歌曲《快樂崇拜》和《YOU》 [41] 。4月29日，參加的R1SE解散團綜《我們，破曉之前》上線 。5月2日、3日，隨組合在上海舉辦“我們，破曉星辰”R1SE告別限定演唱會 。6月14日，所屬限定組合R1SE解散。6月15日，官宣成立劉也個人工作室。11月13日，參加綜藝節目《追光吧》。
2022年1月16日，參加上海電視台《閃電咖啡館》。6月18日，參加中國中央電視台音樂頻道《全球中文音樂榜上榜》。7月31日，以代號「大葱蘸大醬」參加江蘇衛視舞蹈綜藝《蒙面舞王第三季》。9月23日，參加中國中央電視台戲曲綜藝《梨園闖關我掛帥》。10月29，參加東方衛視《打卡吧！吃貨團》。

## 音樂作品

### 迷你專輯
| 專輯 | 專輯資料 | 曲目                                                                                   |
| 1st  | 《朝聖者The Dreamer》 - 發行日期：2022年1月10日 - 語言：國語 - 發行公司：野蠻生長音樂 - 備註：首張數位專輯、實體專輯 | 曲目 1. 也性(INTRO) 2. 朝聖者The Dreamer 3. 煤氣燈 4. 在黑暗中舞 5. 戈多的微笑 6. 燈牌 |

### 單曲
| 發行/公開日期 | 歌曲名稱     | 演唱者 | 作詞   | 作曲       | 編曲 | 備註     |
| 2020年12月3日 | 城裡的月光   | 劉也   | 陳佳明 | 陳佳明     | 趙瑟 | 翻唱作品 |
| 2021年11月3日 | 看月亮爬上来 | 劉也   | 陸虎   | 陸虎       | 甘虎 | 翻唱作品 |
| 2022年8月9日  | 碎冰藍       | 劉也   | 願一   | 鹿柯的寧叔 | 潘成 | 單曲     |

### R1SE組合單曲
| 發行日期       | 歌曲名稱               | 作詞                                                                                                 | 作曲 | 備註                                                 |
| 2019年6月8日   | R.1.S.E.               | 中文詞：代岳東/ 倪毅 原詞：Drew Ryan Scott / Sean Michel Alexander                                   | Woo Min Lee/ Justin Reinstein/ Drew Ryan Scott/Sean Michel Alexander                                       | R1SE出道曲 電影《MIB星際戰警：跨國行動》中國區推廣曲 |
| 2019年8月6日   | R.1.S.E.               | 中文詞：代岳東/ 倪毅 原詞：Drew Ryan Scott / Sean Michel Alexander                                   | Woo Min Lee/ Justin Reinstein/ Drew Ryan Scott/Sean Michel Alexander                                       | 專輯《就要擲地有聲的炸裂》第二支單曲                 |
| 2019年8月6日   | 喊出我的名字           | 文雅                                                                                                 | Nakamura Daisuke                                                                                           | 專輯《就要擲地有聲的炸裂》第一支單曲                 |
| 2019年8月8日   | 誰都別吝嗇             | 中文詞：火星電台 原詞：Kevin Charge / Mats Ymell / Debbie Blackwell / Hide Nakamura                  | Kevin Charge / Mats Ymell / Debbie Blackwell / Hide Nakamura                                               | 專輯《就要擲地有聲的炸裂》第一支主打歌               |
| 2019年8月15日  | WORLD WORLD WORLD      | 中文詞：旅行團 孔一蝉／旅行團 韦偉                                                                   | Soma Genda / Daniel Kim                                                                                    | 專輯《就要擲地有聲的炸裂》第二支主打歌               |
| 2019年8月22日  | 十二                   | 中文詞：周震南 / 劉也 / 趙磊 Rap詞：周震南 / 焉栩嘉 /姚琛                                            | Urbsn Cla6ix(Park Junsu，Jung yeonhun)                                                                     | 專輯《就要擲地有聲的炸裂》第三支主打歌               |
| 2019年8月29日  | 就要擲地有聲的炸裂     | Hanif Hitmanic Sabzevari / Dennie Deko Kordnejad / Daniel Kim / 紀佳松Jeremy G / 周震南 /劉也 / 趙磊 | Hanif Hitmanic Sabzevari / Dennie Deko Kordnejad / Daniel Kim / 紀佳松Jeremy G                             | 專輯《就要擲地有聲的炸裂》同名主打歌                 |
| 2019年11月10日 | HAVE FUN               | 中文詞：小角 原詞：Urban Cla6ix（Park Junsu，Jung yeonhun）                                          | Urban Cla6ix（Park Junsu，Jung yeonhun）                                                                   | 專輯《就要擲地有聲的炸裂》驚喜單曲                   |
| 2019年12月1日  | 角兒無大小             | 焦東                                                                                                 | sususu | 專輯《炸裂狂想曲》第一支單曲                         |
| 2019年12月8日  | 瘋子                   | Rap詞：周震南 / 焉栩嘉 /姚琛/張顏齊                                                                  | 周震南 / 姚琛 /趙磊                                                                                        | 專輯《炸裂狂想曲》第二支單曲                         |
| 2019年12月15日 | Never Surrender        | 袁浩男                                                                                               | 薛伯特 | 專輯《炸裂狂想曲》第三支單曲                         |
| 2019年12月22日 | 星星泡飯               | 吳孤兒                                                                                               | 小雄@時光列車TimeExpress                                                                                   | 專輯《炸裂狂想曲》第四支單曲                         |
| 2019年12月29日 | 聲聲不息               | 焦東                                                                                                 | sususu | 專輯《炸裂狂想曲》第五支單曲                         |
| 2020年1月5日   | 赤腳追光               | 唐恬                                                                                                 | sususu | 專輯《炸裂狂想曲》第六支單曲                         |
| 2020年6月18日  | 曜                     | 李格弟 原詞:Val Del Prete/Mark Thomson                                                               | 編曲:K.Chozen(NUMBER K)/Pill Schwan/Mark Thomson/薛伯特 原曲:Val Del Prete/Mark Thomson/K.Chozen(NUMBER K) | 專輯《曜為名》第一支主打單曲                         |
| 2020年7月2日   | 粉色閃電               | 焦東 原詞:Jay Hong/Monster No9/Spacecowboy/Voradory/Zeenan/CROQ                                      | 編曲:Justin Reinsteun 原曲:Jay Hong/Monster No9/Spacecowboy/Voradory/Zeenan/CROQ                           | 專輯《曜為名》小分隊單曲                             |
| 2020年7月16日  | HAPPY BIRTHDAY TO ME   | 焦東 原詞:Drew Ryan Scot/Sean Michael Alexander                                                      | 編曲:TOYO                                                                                                  | 專輯《曜為名》生日曲                                 |
| 2020年7月30日  | 破曉星                 | 焦東 原詞:XIMON/XISO                                                                                 | Nap!er(NUMBER K)/GangChi/XIMON/XISO                                                                        | 專輯《曜為名》釋能曲                                 |
| 2021年4月29日  | ZOOM                   | 裴育                                                                                                 | Andreas "Ndy" Jamsheree/Andy Love                                                                          | 告別團專《我們，破曉星辰》                           |
| 2021年4月29日  | 彼方世界               | 焦東                                                                                                 | Rainbow | 告別團專《我們，破曉星辰》                           |
| 2021年4月29日  | Find Me                | 吳孤兒                                                                                               | MZMC/Anthony Russo/Landon Sears/Kyle Buckley/Charles Roberts Nelsen                                        | 告別團專《我們，破曉星辰》                           |
| 2021年4月29日  | 乾飯歌                 | 焦東                                                                                                 | Johan Gustafsson/Pontus Kalm/Ninos Hanna/Andreas Öberg                                                     | 告別團專《我們，破曉星辰》                           |
| 2021年4月29日  | Goodbye My Old Friend  | 趙磊/張顏齊                                                                                          | Jay Hong/Solshine/樸呈旭/KIM JUN IL/趙磊                                                                   | 告別團專《我們，破曉星辰》                           |
| 2021年4月29日  | 我要創造一個有你的世界 | 周震南/焦東                                                                                          | 周震南 | 告別團專《我們，破曉星辰》                           |

### 影視單曲
| 發行日期       | 歌曲名稱   | 合作演唱者       | 作詞                                                               | 作曲                                                                 | 備註                                       |
| 2015年9月29日  | TOP NOW    | 星動亞洲15強學員 | Evis/WY/州洋                                                       | 金亨錫                                                               | 《星動亞洲第一季》主題曲                   |
| 2016年1月29日  | 準備好沒有 | 星動男團         | VaVa                                                               | Genneo                                                               | 《星動亞洲》第二季主題曲                   |
| 2016年5月20日  | Turn it up |                  | 不詳                                                               | 不詳                                                                 | 《星動亞洲》第二季主題曲                   |
| 2017年1月1日   | 叱吒風雲   |                  | 不詳                                                               | 不詳                                                                 |                                            |
| 2018年9月28日  | 25 hours   | SWIN             | 王雅君                                                             | Choi Bo Ra(J-Lin)/Shin Ki Soo(B-ROCK)                                |                                            |
| 2018年10月13日 | 動聽醋語   | SWIN             | 魏星 (DoubleX2)                                                    | 黃一                                                                 | 百事醋之語主題曲                           |
| 2018年11月11日 | 少年新力量 | SWIN/ADPLUS      | 魏星 (DoubleX2)                                                    | 曉川/黃一                                                            | 《星動亞洲第四季》主題曲                   |
| 2019年6月8日   | R.1.S.E    | R1SE全員         | 中文詞：代岳東/ 倪毅 原詞：Drew Ryan Scott / Sean Michel Alexander | Woo Min Lee/ Justin Reinstein/ Drew Ryan Scott/Sean Michel Alexander | 電影《MIB星際戰警：跨國行動》 中國區推廣曲 |
| 2019年7月18日  | 無愧       | R1SE全員         | 趙英俊                                                             | 趙英俊                                                               | 電影《上海堡壘》 片尾主題曲                |
| 2019年7月24日  | 榮耀的戰場 | R1SE全員         | 接靓                                                               | 阿鯤                                                                 | 電視劇《全職高手》 片尾曲                  |
| 2023年2月1日   | 見你生歡   | 井朧             | 江眉嫵                                                             | 邵翼天                                                               | 電視劇《擇君記》 主題曲                    |

### 單人OST
| 發布日期       | 歌曲名稱 | 作詞            | 作曲                                        | 備註                     |
| 2020年11月14日 | Free     | 小驢@小馬戶口合 | 李懋揚(T2o)@T2o/紀粹希(G-Tracy)@紀粹希/奇然 | 廣播劇《FOG 電競》主題曲 |

### 見面會
| 年份   | 日期     | 城市 | 備註                                                                  |
| 2019年 | 9月27日  | 北京 | 2019 R1SE Fanmeeting紀錄片專場 紀錄片《一個男團的誕生》影院獨享見面會 |
| 2019年 | 11月30日 | 北京 | 專輯《就要擲地有聲的炸裂》實體專輯簽售會                              |
| 2019年 | 12月15日 | 重慶 | 專輯《就要擲地有聲的炸裂》實體專輯簽售會                              |
| 2020年 | 11月8日  | 長沙 | 專輯《曜為名》實體專輯簽售會                                          |
| 2022年 | 12月25日 | 成都 | 《一也之約》見面會                                                    |

## 影視作品

### 紀錄片
| 日期          | 片名                 | 播出平台 | 備註                                                                                              |
| 2019年9月27日 | 《一個男團的誕生》   | 騰訊視頻 | 《創造營2019》成長紀錄片，R1SE成團歷程。 片長100分鐘。 騰訊視頻VIP可免費觀看。                    |
| 2021年5月25日 | 《放晴》             | 騰訊視頻 | 《我們，破曉星辰》R1SE告別限定演唱會紀錄片。 共3期。                                              |
| 2021年6月20日 | 《十一少年畢業打板》 | 騰訊視頻 | 《我們，破曉星辰》R1SE告別限定演唱會最終場暨告別典禮紀錄片。 片長26分鐘。 騰訊視頻VIP可免費觀看。 |

### 綜藝節目
| 日期                           | 播出平台               | 節目名稱                             | 備註                                                              |
| 2012年2月16日 - 2012年9月5日   | 湖南衞視               | 《向上吧！少年》                     | 參賽者                                                            |
| 2013年9月25日                  | 優酷                   | 《康王舞動中國》                     | 季軍                                                              |
| 2014年1月7日－2014年4月29日    | 湖南衞視               | 《奇舞飛揚》                         | 參賽者                                                            |
| 2015年7月10日－2015年10月16日  | 安徽衞視 MBC           | 《星動亞洲第一季》                   | 參賽者                                                            |
| 2016年3月4日－2016年5月20日    | 安徽衞視 MBC           | 《星動亞洲第二季》                   | 夢之隊成員                                                        |
| 2016年11月10日－2016年12月8日  | 安徽衞視               | 《心動的味道》                       | 常駐嘉賓                                                          |
| 2017年9月2日－2017年9月16日    | 浙江衞視               | 《挑戰者聯盟第三季》                 | 第10期嘉賓                                                        |
| 2017年7月22日                  | 安徽衞視               | 《我們的征途》                       | 第7期－第12期嘉賓                                                 |
| 2017年10月29日－2018年1月7日   | 愛奇藝                 | 《星動亞洲第三季》                   | 常駐嘉賓                                                          |
| 2018年2月24日－2018年4月21日   | 優酷                   | 《這！就是街舞第一季》               | 21強                                                              |
| 2018年3月31日－2018年6月9日    | 愛奇藝                 | 《心動的味道·廚語》                  | 常駐嘉賓                                                          |
| 2018年6月30日                  | 愛奇藝                 | 《心動宅急送第二季》                 | 常駐嘉賓                                                          |
| 2018年10月14日                 | 愛奇藝                 | 《星動亞洲第四季》                   | 常駐嘉賓                                                          |
| 2019年4月6日－2019年6月8日     | 騰訊視頻               | 《創造營2019》                       | 學員                                                              |
| 2019年4月8日－6月14日          | 騰訊視頻               | 《創有寶藏挖》                       | 第1、22、31、34、42、48期學員                                     |
| 2019年4月14日－6月9日          | 騰訊視頻               | 《大島日記》                         | 第1、2、3、4、5、7、8、9期學員                                    |
| 2019年6月24日 - 2019年7月29日  | 騰訊視頻               | 《R1SE·飛行日誌》                    | 成員                                                              |
| 2019年8月11日 - 2019年11月10日 | 騰訊視頻               | 《Super R1SE·蓄能季》                | 成員                                                              |
| 2019年10月12日 - 2019年11月3日 | 騰訊視頻               | 《超新星全運會第二屆》               | 參賽者                                                            |
| 2019年12月1日 - 2020年1月5日   | 騰訊視頻               | 《十一少年的秋天》                   | 成員                                                              |
| 2020年5月2日－2020年7月4日     | 騰訊視頻               | 《創造營2020》                       | 創造營學長                                                        |
| 2020年5月29日 - 2020年7月23日  | 騰訊視頻               | 《炙熱的我們》                       | 參賽者                                                            |
| 2020年6月26日 - 2020年9月4日   | 騰訊視頻               | 《認真的嘎嘎們》                     | 畢業助力團                                                        |
| 2020年7月5日 - 2020年8月23日   | 騰訊視頻               | 《Super R1SE·週年季》                | 成員                                                              |
| 2020年7月16日 - 2020年8月16日  | 騰訊視頻               | 《超新星運動會第三屆》               | 參賽者                                                            |
| 2020年9月1日 - 2020年11月24日  | 江蘇衛視               | 《為幸福喝彩》                       | 第十期嘉賓                                                        |
| 2021年2月5日                   | 腾讯视频               | 《家族年年年夜FAN》                  | 成員                                                              |
| 2021年2月17日－2021年4月24日   | 腾讯视频               | 《創造營2021》                       | 創造營學長 第3期演唱曲目：《我們一起闖》 第10期演唱曲目：《Zoom》 |
| 2021年4月3日 - 2021年6月5日    | 東方衛視               | 《金曲青春》                         | 參賽者 第2期演唱曲目：《水星記》 第10期演唱曲目：《Zoom》         |
| 2021年4月29日 - 2021年5月20日  | 騰訊視頻               | 《我們，破曉之前》                   | 成員                                                              |
| 2021年9月1日 - 2021年9月29日   | 愛奇藝                 | 《主廚的榮耀》                       | 第6期嘉賓                                                         |
| 2021年11月25日-2022年3月3日    | 騰訊視頻               | 《大夥之家》                         | 常駐嘉賓                                                          |
| 2021年11月20日－2022年3月3日   | 東方衛視               | 《追光吧！》                         | 參賽者                                                            |
| 2021年12月10日－2022年2月3日   | 愛奇藝                 | 《開拍吧！》                         | 沙漠第三輪短片《開拍吧！》合作演員                                |
| 2022年1月16日                  | 東方衛視               | 《閃電咖啡館》                       | 第28期嘉賓 演唱曲目：《燈牌》                                     |
| 2022年6月18日                  | 中國中央電視台音樂頻道 | 《全球中文音樂榜上榜》               | 嘉賓 演唱曲目：《煤氣燈》《燈牌》                                 |
| 2022年7月31日－2022年8月7日    | 江蘇衛視               | 《蒙面舞王第三季》                   | 第五期至第六期，以大葱蘸大醬名義                                  |
| 2022年9月23日                  | 中國中央電視台         | 《梨園闖關我掛帥》                   | 嘉賓 演唱曲目：《城裡的月光》 京劇選段演唱：《白蛇傳》            |
| 2022年10月29日－2022年11月5日  | 東方衛視               | 《打卡吧！吃货团》                   | 第二季 第11期－第12期嘉賓：西安                                   |
| 2023年1月14日                  | 中國中央電視台         | 《中央廣播電視總台網絡春節聯歡晚會》 | 《我的家鄉最閃耀》 東北吉林代表                                   |
| 2023年4月27日                  | Z視介                  | 《天賜非凡歌會》                     | 《青春歌會》 演唱曲目：《也性》《燈牌》                           |